# Pandemia de COVID-19 na Groenlândia
| Casos de COVID-19 na Groenlândia () Mortes Recuperados Casos ativos 20202021mar.abr.mai.jun.jul.ago.set.out.nov.dez.jan.fev.mar.abr.mai.jun.jul.ago.Últimos 15 diasÚltimos 15 dias                                                    | Casos de COVID-19 na Groenlândia () Mortes Recuperados Casos ativos 20202021mar.abr.mai.jun.jul.ago.set.out.nov.dez.jan.fev.mar.abr.mai.jun.jul.ago.Últimos 15 diasÚltimos 15 dias | Casos de COVID-19 na Groenlândia () Mortes Recuperados Casos ativos 20202021mar.abr.mai.jun.jul.ago.set.out.nov.dez.jan.fev.mar.abr.mai.jun.jul.ago.Últimos 15 diasÚltimos 15 dias | Casos de COVID-19 na Groenlândia () Mortes Recuperados Casos ativos 20202021mar.abr.mai.jun.jul.ago.set.out.nov.dez.jan.fev.mar.abr.mai.jun.jul.ago.Últimos 15 diasÚltimos 15 dias | Casos de COVID-19 na Groenlândia () Mortes Recuperados Casos ativos 20202021mar.abr.mai.jun.jul.ago.set.out.nov.dez.jan.fev.mar.abr.mai.jun.jul.ago.Últimos 15 diasÚltimos 15 dias |
| --- | --- | --- | --- | --- |
| Data | Data | | # de casos | # de casos |
| 16-03-2020 | 16-03-2020 | | 1(n.a.) | |
| 2020-03-17 | | | | |
| 18-03-2020 | 18-03-2020 | | 2(+100%) | |
| ⋮ | ⋮ | | 2(=) | |
| 22-03-2020 | 22-03-2020 | | 4(+100%) | |
| 2020-03-23 | | | | |
| 24-03-2020 | 24-03-2020 | | 5(+25%) | |
| 25-03-2020 | 25-03-2020 | | 6(+20%) | |
| 2020-03-26 | | | | |
| 27-03-2020 | 27-03-2020 | | 10(+66%) | |
| 27-03-2020 | 27-03-2020 | | 10(=) | |
| ⋮ | ⋮ | | 10(=) | |
| 03-04-2020 | 03-04-2020 | | 10(=) | |
| 04-04-2020 | 04-04-2020 | | 11(+10%) | |
| 2020-04-05 | | | | |
| 06-04-2020 | 06-04-2020 | | 11(=) | |
| 07-04-2020 | 07-04-2020 | | 11(=) | |
| 08-04-2020 | 08-04-2020 | | 11(=) | |
| ⋮ | ⋮ | | 11(=) | |
| 24-05-2020 | 24-05-2020 | | 12(+5%) | |
| ⋮ | ⋮ | | 12(=) | |
| 27-05-2020 | 27-05-2020 | | 13(+5%) | |
| ⋮ | ⋮ | | 13(=) | |
| 04-06-2020 | 04-06-2020 | | 13(=) | |
| ⋮ | ⋮ | | 13(=) | |
| 26-07-2020 | 26-07-2020 | | 13(=) | |
| ⋮ | ⋮ | | 13(=) | |
| 27-07-2020 | 27-07-2020 | | 14(+7,7%) | |
| ⋮ | ⋮ | | 14(=) | |
| 06-08-2020 | 06-08-2020 | | 14(=) | |
| ⋮ | ⋮ | | 14(=) | |
| 07-10-2020 | 07-10-2020 | | 15(+7,1%) | |
| 08-10-2020 | 08-10-2020 | | 15(=) | |
| 09-10-2020 | 09-10-2020 | | 16(+6,7%) | |
| ⋮ | ⋮ | | 16(=) | |
| 21-10-2020 | 21-10-2020 | | 16(=) | |
| 22-10-2020 | 22-10-2020 | | 17(+6,2%) | |
| ⋮ | ⋮ | | 17(=) | |
| 05-11-2020 | 05-11-2020 | | 17(=) | |
| ⋮ | | | | |
| 12-11-2020 | 12-11-2020 | | 18(n.a.) | |
| ⋮ | | | | |
| 18-11-2020 | 18-11-2020 | | 18(n.a.) | |
| ⋮ | ⋮ | | 18(=) | |
| 08-12-2020 | 08-12-2020 | | 19(+5,6%) | |
| ⋮ | ⋮ | | 19(=) | |
| 19-12-2020 | 19-12-2020 | | 19(=) | |
| 20-12-2020 | 20-12-2020 | | 19(=) | |
| 21-12-2020 | 21-12-2020 | | 25(+32%) | |
| ⋮ | ⋮ | | 25(=) | |
| 25-12-2020 | 25-12-2020 | | 26(+4%) | |
| ⋮ | ⋮ | | 26(=) | |
| 29-12-2020 | 29-12-2020 | | 27(+3,8%) | |
| 30-12-2020 | 30-12-2020 | | 27(=) | |
| ⋮ | ⋮ | | 27(=) | |
| 18-05-2021 | 18-05-2021 | | 34(+26%) | |
| ⋮ | ⋮ | | 34(=) | |
| 26-05-2021 | 26-05-2021 | | 36(+5,9%) | |
| 2021-05-27 | 2021-05-27 | | 36(=) | |
| 28-05-2021 | 28-05-2021 | | 37(+2,8%) | |
| 2021-05-29 | 2021-05-29 | | 37(=) | |
| 30-05-2021 | 30-05-2021 | | 40(+8,1%) | |
| ⋮ | ⋮ | | 40(=) | |
| 05-06-2021 | 05-06-2021 | | 43(+7,5%) | |
| ⋮ | ⋮ | | 43(=) | |
| 11-06-2021 | 11-06-2021 | | 44(+2,3%) | |
| ⋮ | ⋮ | | 44(=) | |
| 15-06-2021 | 15-06-2021 | | 49(+11%) | |
| ⋮ | ⋮ | | 49(=) | |
| 01-08-2021 | 01-08-2021 | | 122(+149%) | |
| ⋮ | ⋮ | | 122(=) | |
| 11-08-2021 | 11-08-2021 | | 201(+65%) | |
| Fontes: - «Total Coronavirus Cases in Greenland». worldometers (em inglês). Consultado em 18 de abril de 2020 - «Coronavirus-ip nutaap siaruarnera malinnaaffigiuk» (em dinamarquês e gronelandês). Consultado em 18 de abril de 2020 | | | | |

Este artigo documenta os impactos da pandemia de coronavírus de 2020 na Groenlândia pode não incluir todas as principais respostas e medidas contemporâneas.

## Linha do tempo
Em 16 de março, o primeiro caso de COVID-19 na Groenlândia foi confirmado, tratando-se de um paciente de Nuuk que, por precaução, foi colocado em isolamento.
Kim Kielsen, primeiro-ministro da Groenlândia, disse: "Todos os preparos foram iniciados para colaborar com a situação atual. É importante que os cidadãos siga as nossas recomendações agora que a infecção chegou ao país." Todos os voos não essenciais originários e destinados à Groenlândia, incluindo voos domésticos, foram suspensos. Encontros públicos de mais de cem pessoas não são recomendados; cidadãos anteriormente em áreas de risco voltando ao país devem permanecer em isolamento por duas semanas.
Em 28 de março, o governo proibiu a venda de bebidas alcoólicas até 15 de abril.

Em 9 de abril, houve 11 casos confirmados, todos em Nuuk, todos recuperados.